# Alix Kates Shulman
Pour les articles homonymes, voir Shulman.
Alix Kates Shulman, née le 17 août 1932 est une écrivaine, romancière et féministe radicale américaine. Figure de la « seconde vague féministe », elle est surtout connue pour son premier roman à succès, Memoirs of an Ex-Prom Queen en 1972.

## Œuvres

### En anglais
- Bosley on the Number Line (1970)
- To The Barricades (1971)
- Finders Keepers (1971)
- Awake or Asleep (1971)
- Memoirs of an Ex-Prom Queen (1972)
- Red Emma Speaks: An Emma Goldman Reader (1972)
- Burning Questions (1978)
- On the Stroll (1981)
- In Every Woman's Life... (1987)
- Drinking the Rain (1995)
- A Good Enough Daughter (1999)
- To Love What Is (2008)
- Menage (2012)
- A Marriage Agreement and Other Essays: Four Decades of Feminist Writing (2012)